# Galbula
Galbula is een geslacht van vogels uit de familie glansvogels (Galbulidae). Het geslacht telt 10 soorten.

## Soorten
- Galbula albirostris – Geelsnavelglansvogel
- Galbula chalcothorax – Purperglansvogel
- Galbula cyanescens – Blauwkruinglansvogel
- Galbula cyanicollis – Purperhalsglansvogel
- Galbula dea – Paradijsglansvogel
- Galbula galbula – Groenstaartglansvogel
- Galbula leucogastra – Bronsglansvogel
- Galbula pastazae – Koperborstglansvogel
- Galbula ruficauda – Roodstaartglansvogel
- Galbula tombacea – Witkinglansvogel